# هارولد سيدون
هارولد سيدون هو نقابي وسياسي أسترالي، ولد في 6 مارس 1881 في Openshaw ‏ في المملكة المتحدة، وتوفي في 25 فبراير 1958 في كالغورلي في أستراليا. نشط حزبياً في حزب العمال الأسترالي ‏.